# 车臣裔美国人
车臣裔美国人指拥有车臣人血统的美国公民，他们主要来自俄罗斯车臣共和国。总人数大约有五百人。

## 分布
主要的车臣社区分布在波士顿，华盛顿哥伦比亚特区、纽约和洛杉矶地区。